# Las Porfías
Las Porfías är en ort i Mexiko.   Den ligger i kommunen Centla och delstaten Tabasco, i den sydöstra delen av landet, 700 km öster om huvudstaden Mexico City. Las Porfías ligger 4 meter över havet och antalet invånare är 236.
Terrängen runt Las Porfías är mycket platt. Runt Las Porfías är det ganska tätbefolkat, med 72 invånare per kvadratkilometer. Närmaste större samhälle är Tamulte de las Sabanas, 19,3 km söder om Las Porfías. Trakten runt Las Porfías består till största delen av jordbruksmark.